# Archivio di Stato di Rimini
L'Archivio di Stato di Rimini è l'ufficio periferico del Ministero della cultura che per legge conserva la documentazione storica prodotta dagli enti pubblici della provincia di Rimini e per deposito volontario, custodia temporanea, donazione o acquisto ogni altro archivio o raccolta documentaria di importanza storica.

## Storia
L'Archivio di Stato di Rimini fu inizialmente istituito come una sezione dell'Archivio di Stato di Forlì per conservare documentazione archivistica fino ad allora conservata nella biblioteca Civica Gambalunga. Deliberato il 27 marzo 1972 venne aperto il 1º giugno 1978. A seguito della creazione della Provincia di Rimini nel 1992, nel 1997  l'Archivio di Stato di Rimini divenne indipendente da quello di Forlì.
La sede fu inizialmente in Via C. Cattaneo 2 nel Palazzo Pedrocca-Agolanti. Nel 1999 la sede fu trasferita in piazzetta San Bernardino.
Oltre ai fondi degli Uffici dello Stato usualmente conservati negli Archivi di Stato, quello di Rimini conserva anche il materiale antico che è sopravvissuto alle distruzioni della Seconda Guerra Mondiale. In particolare conserva l'Archivio storico della città di Rimini con documenti a partire dal 1343, un fondo di oltre cinquemila pergamene e gli atti della Cancelleria Vescovile di Rimini dal 1610 al 1805. Conserva inoltre i fondi di famiglie della città, tra cui quello della famiglia Martinelli.